# Magellansparvuggla
Magellansparvuggla (Glaucidium nana) är en fågel i familjen ugglor inom ordningen ugglefåglar.

## Utseende och läte
Magellansparvugglan är en mycket liten uggla, den enda sparvugglan i sitt utbredningsområde. Fjäderdräkten varierar från brun till rostbrun, i sällsynta fall även gråbrun. 

## Utbredning och systematik
Fågeln häckar i Anderna i södra Chile och södra Argentina och övervintrar till norra Argentina. Den behandlas som monotypisk, det vill säga att den inte delas in i några underarter.

## Levnadssätt
Magellansparvugglan hittas i skogslandskap, parker, matorral med högre träd och lokalt i öppnare landskap. Den kan ses på alla nivåer, från trädtaket i de allra högsta träden till lågt i bambusnår, ibland även sittande på telefontrådar. Liksom andra sparvugglor är den ofta aktiv även dagtid. Den är rätt vanlig, men lätt förbisedd utom när den hörs eller mobbas av tättingar.

## Status
Arten har ett stort utbredningsområde och beståndet anses stabilt. Internationella naturvårdsunionen IUCN listar den därför som livskraftig (LC).